# Crol

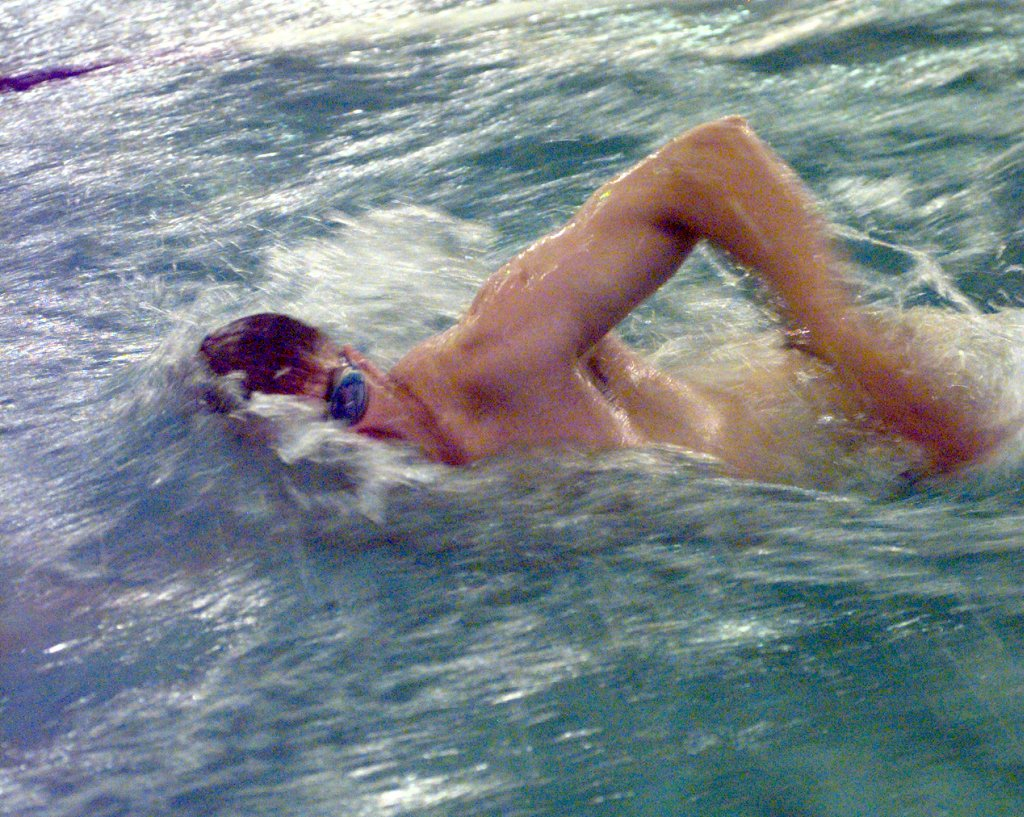
Nadador respirando mientras nada en estilo crol.

El crol (del inglés, crawl), es un estilo de natación que, de forma alternada, uno de los brazos del nadador o crolista se mueve en el aire con la palma hacia abajo dispuesta a ingresar al agua, y el codo relajado, mientras que el otro brazo avanza bajo el agua. Las piernas se mueven hacia arriba y abajo, puesto que el estilo ha evolucionado.
Es el estilo de natación más rápido, debido a que la acción alterna los brazos, apoyada por un batido constante de las piernas, y produce una fuente continua de propulsión. 
Es uno de los dos estilos de brazadas en el sentido del eje de desplazamiento, el otro es el estilo espalda. El crol no se encuentra regulado por la Federación Internacional de Natación (FINA), pero es casi siempre utilizado en toda competición de estilo libre.

## Velocidad y ergonomía
La máxima velocidad de nado que se ha conseguido en el crol hasta el momento ha sido de unos 2,39 m/s (unos 8.6 km/h).[cita requerida] Aunque el estilo mariposa tiene una velocidad más alta en una parte de su ciclo debido a la doble tracción de los brazos, la velocidad media es ligeramente menor. Las distancias en competencia de estilo crol son 50 m, 100 m, 200 m, 400 m, 800 m, 1500 m siendo la prueba más extensa en este estilo crol.
La posición boca abajo permite mayor flexibilidad del brazo en el agua en comparación con el estilo espalda, y la recuperación de los brazos por encima del agua reduce el arrastre en comparación con la recuperación bajo el agua del estilo pecho.

## Historia
El crol frontal se ha empleado desde la antigüedad. En el mundo occidental, el crol frontal fue visto en primer lugar en una competición que se realizó en Londres en 1844, donde fue nadado por dos indígenas americanos del pueblo ojibwa, que ganaron fácilmente a los nadadores británicos que usaban el estilo braza. Sin embargo, los caballeros ingleses consideraron que este estilo, con sus relativamente grandes salpicaduras, era «no británico».
John Arthur Trudgen aprendió el crol frontal de los yámanas, onas o tehuelches durante un viaje a Sudamérica en algún momento entre 1870 y 1890 (se desconoce la fecha exacta, pero se cree que fue en 1873). Sin embargo, Trudgen usó por error la patada de tijera, que era la que más se usaba en Gran Bretaña para la braza, en vez de la de batido, que era usada por los indios americanos. A este estilo híbrido se le llamó Trudgen y se popularizó rápidamente por su velocidad.
En España fue el nadador Enrique Granados Gal, hijo del famoso compositor Enrique Granados, el que nadaría por primera vez en este estilo en la década de 1920.[cita requerida]
El estilo Trudgen fue mejorado por Richard (Fred, Frederick) Cavil, nadador y profesor de natación australiano de procedencia británica. Al igual que Trudgen, observó a los nativos de las islas Salomón usando el crol frontal. Pero a diferencia de Trudgen, observó la patada de batido y la estudió en detalle. Este estilo Trudgen modificado, parecido al estilo original de los indios americanos, fue denominado «crol australiano». En 1950 se acortó su nombre para acabar llamándose simplemente «crawl» (crol), aunque técnicamente es conocido como crol frontal. Este estilo se utiliza hoy en día con modificaciones menores.
Erróneamente se denomina a veces «estilo libre», probablemente por confusión con la competiciones de ese nombre en las que usualmente se usa el estilo crol por ser el que permite más velocidad, como en la última etapa de las competiciones de combinados individuales y de relevos según lo define la Federación Internacional de Natación (FINA) en su reglamento.

## Índice de Coordinación
El Índice de Coordinación (IC o IdC) se define como el lapso de tiempo existente entre las fases propulsoras de la brazada realizada en la técnica de crol. Es utilizado como una tentativa de cuantificar el porcentaje de tiempo total del ciclo dedicado a una modalidad de coordinación específica entre el brazo derecho y el izquierdo. Es decir, determina la sincronización entre los miembros superiores en la técnica de crol, como ya se ha dicho anteriormente, a través del tiempo existente entre las respectivas fases propulsoras.
En dos ciclos completos consecutivos, entendiendo ciclo como el intervalo de tiempo comprendido entre el momento en que uno de los brazos entra en el agua hasta que ese mismo brazo vuelve a introducirse en la misma, la brazada se descompone en cuatro fases:
- Fase de agarre: tiempo transcurrido entre la entrada de una mano en el agua y el principio de la propulsión, es decir, el momento en que la mano ya no avanza.
- Fase de tirón: tiempo transcurrido entre el inicio de la propulsión y el momento de paso de la mano por la vertical del hombro.
- Fase de empuje: tiempo transcurrido entre el paso de la mano por la vertical del hombro y la salida de la mano del agua.
- Fase de recobro (aéreo): tiempo transcurrido entre la salida de la mano del agua y su posterior entrada de nuevo.

Se analiza la coordinación brazo-brazo en el estilo anteriormente citado cuantificando el tiempo transcurrido desde el inicio de la acción hacia abajo de un brazo y la fiscalización de la acción hacia arriba del otro, y viceversa, consiguiéndose los siguientes resultados posibles (siempre respecto a las acciones propulsivas de los brazos) (Chollet et al., 2000):
| Índice de Coordinación (IC) | Coordinación  | Descripción                                                                        |
| --------------------------- | ------------- | ---------------------------------------------------------------------------------- |
| IC < 0 %                    | Punto muerto  | Las acciones propulsivas de un brazo terminan sin que la del otro hayan comenzado. |
| IC = 0 %                    | Oposición     | Las acciones propulsivas de un brazo terminan cuando empiezan las del otro         |
| IC > 0 %                    | Superposición | Las acciones propulsivas de un brazo terminan cuando las del otro ya han comenzado |

Costill (1992) y Maglischo (2003) determinaron que existen, de igual manera, tres tipos de coordinación:
- Coordinación en recuperación o con «tiempo muerto»: mientras un brazo está en la fase de agarre, el otro se encuentra en la fase de empuje.
- Coordinación en oposición: los brazos se «alternan» en las fases de propulsión.
- Coordinación en solapamiento: las acciones finales propulsoras de un brazo coinciden con las acciones iniciales propulsoras del otro.

A una mayor velocidad de nado, le corresponde un mayor índice de coordinación (superposición), observándose este índice, únicamente, por encima de cincuenta ciclos por minuto y 1.8 m/s. Sin embargo, un mayor índice de coordinación no implica una mayor velocidad, ya que, para que esto se produzca, debemos «resbalar» por el agua, es decir, tener una correcta técnica de nado y no oponer resistencia al avance. De igual modo, un mayor índice de coordinación no implica mayor variabilidad de velocidad intraciclo.
Los nadadores menos expertos muestran una mayor variabilidad del índice de coordinación (Sifert y col., 2007), así como mayor oposición (mayor índice de coordinación) (Schnitzer y col., 2010), por lo que, en este caso, el punto muerto puede ser eficiente a la hora de realizar las correcciones. Este índice de coordinación (punto muerto) suele observarse en nadadores de fondo o nadadores cuyas pruebas transcurran con velocidad de nado bajas.
Cabe destacar que no existe un modo «completamente correcto», sino que este dependerá de los determinantes internos y externos. Por tanto, los nadadores deberán ser capaces de dominar su coordinación.

## Competencias
Actualmente el crol frontal está regulado oficialmente por la FINA.
Algunas de la competencias son:
50 metros (masculino y femenino)
100 metro (masculino y femenino)
200 metros (masculino y femenino)
400 metros (masculino y femenino)
800 metros (femenino y masculino)
1500 metros (masculino y femenino)
4×100 metros (masculino y femenino)
4×200 metros (masculino y femenino)